# Brzeziczno
Brzeziczno este o arie protejată (sit de importanță comunitară — SCI) din Polonia întinsă pe o suprafață de 97,97 ha, integral pe uscat.

## Localizare
Centrul sitului Brzeziczno este situat la coordonatele 51°23′05″N 23°00′23″E / 51.3846°N 23.0065°E.

## Înființare
Situl Brzeziczno a fost declarat sit de importanță comunitară în octombrie 2009 pentru a proteja 1 specie de plante și 1 specie de animale.

## Biodiversitate
Situată în ecoregiunea continentală, aria protejată conține 4 habitate naturale: Lacuri și iazuri distrofice naturale, Turbării active, Mlaștini turboase de tranziție și turbării mișcătoare, Mlaștini împădurite.
La baza desemnării sitului se află mai multe specii protejate:
- plante (1): otrățelul bălților (Aldrovanda vesiculosa)
- nevertebrate (1): libelule (Leucorrhinia pectoralis)